# Купе – Хавера – Капуні
Купе — Хавера — Капуні — трубопровідна система, призначена для транспортування продукції газоконденсатного родовища Купе, що знаходиться в протоці Кука (Тасманове море).
Розробка Купе почалась у 2009 році, при цьому облаштування родовища включило встановлену в районі з глибиною моря 35 метрів платформу. Від неї до берегової установки підготовки, розміщеної в районі Хавера, проклали багатофазний трубопровід довжиною 30,9 (за іншими даними — 32) кілометра та діаметром 300 мм. Його спорудження провело трубоукладальне судно «Apache», а перехід через прибережну зону виконаний як тунель завдовжки 2 кілометри, створений методом спрямованого горизонтального буріння.
Ще один тунель проклали для пропуску шлангокабелю (umbilical), що так само прямує до платформи та містить всередині енергокабель для роботи під напругою 33 кВ, оптоволоконну лінію управління і три трубопроводи діаметром по 75 мм, призначені для подачі моноетиленгліколю (використовується для попередження гідратоутворення в трубопроводах), інгібітора корозії та хімікалій для зниження температури точки роси.
Отриманий на установці підготовки товарний газ подають по перемичці завдовжки 11,7 кілометра та діаметром 250 мм до газотранспортного хабу Капуні, звідки можлива передача продукції до трубопроводів Капуні – Тава/Гастінгс, Капуні – Папакура та Капуні — Франклей-Роад.